# ستاره دریایی معمولی
ستاره دریایی معمولی(نام علمی: Asterias rubens) نام یک گونه از سرده ستاره‌های دریایی آستریا است.